# Iris sibirica
Il giaggiolo siberiano (Iris sibirica L.) è una pianta della famiglia delle Iridacee.

## Descrizione
La pianta ha le foglie lanceolate, mentre i fiori possono essere bianchi, viola e blu.

## Galleria d'immagini

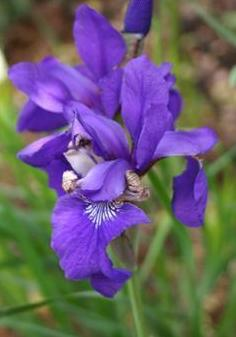
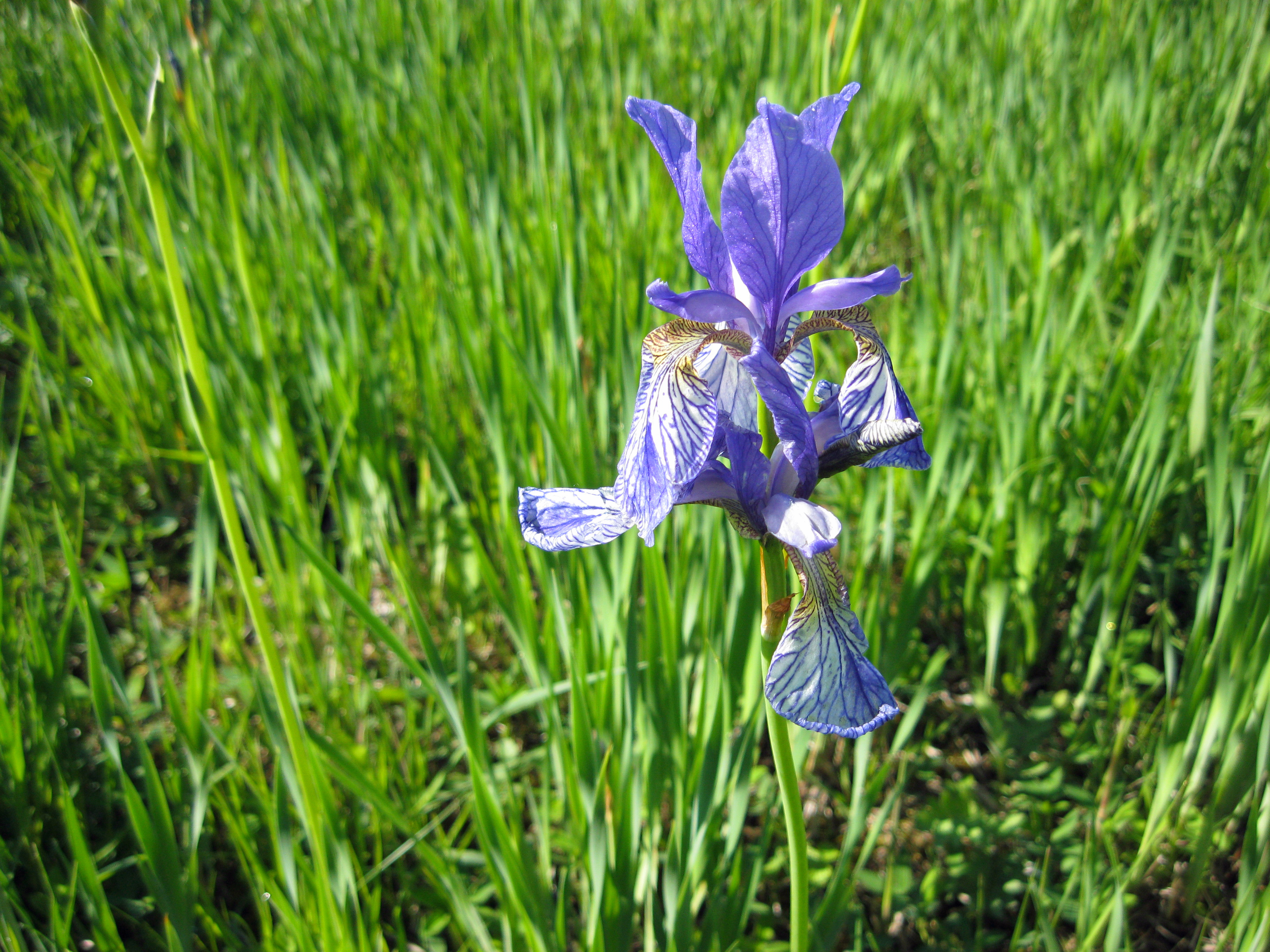
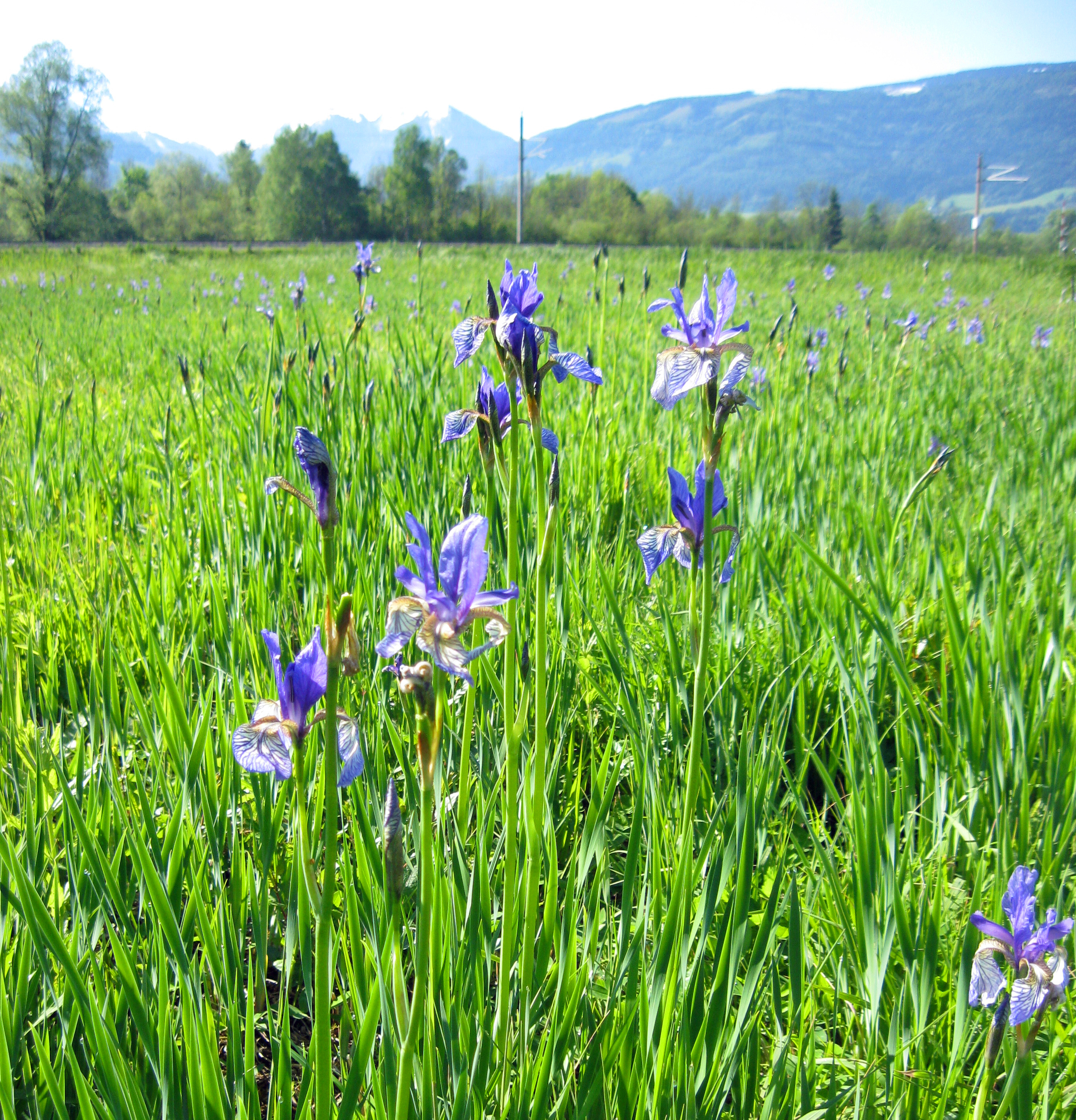
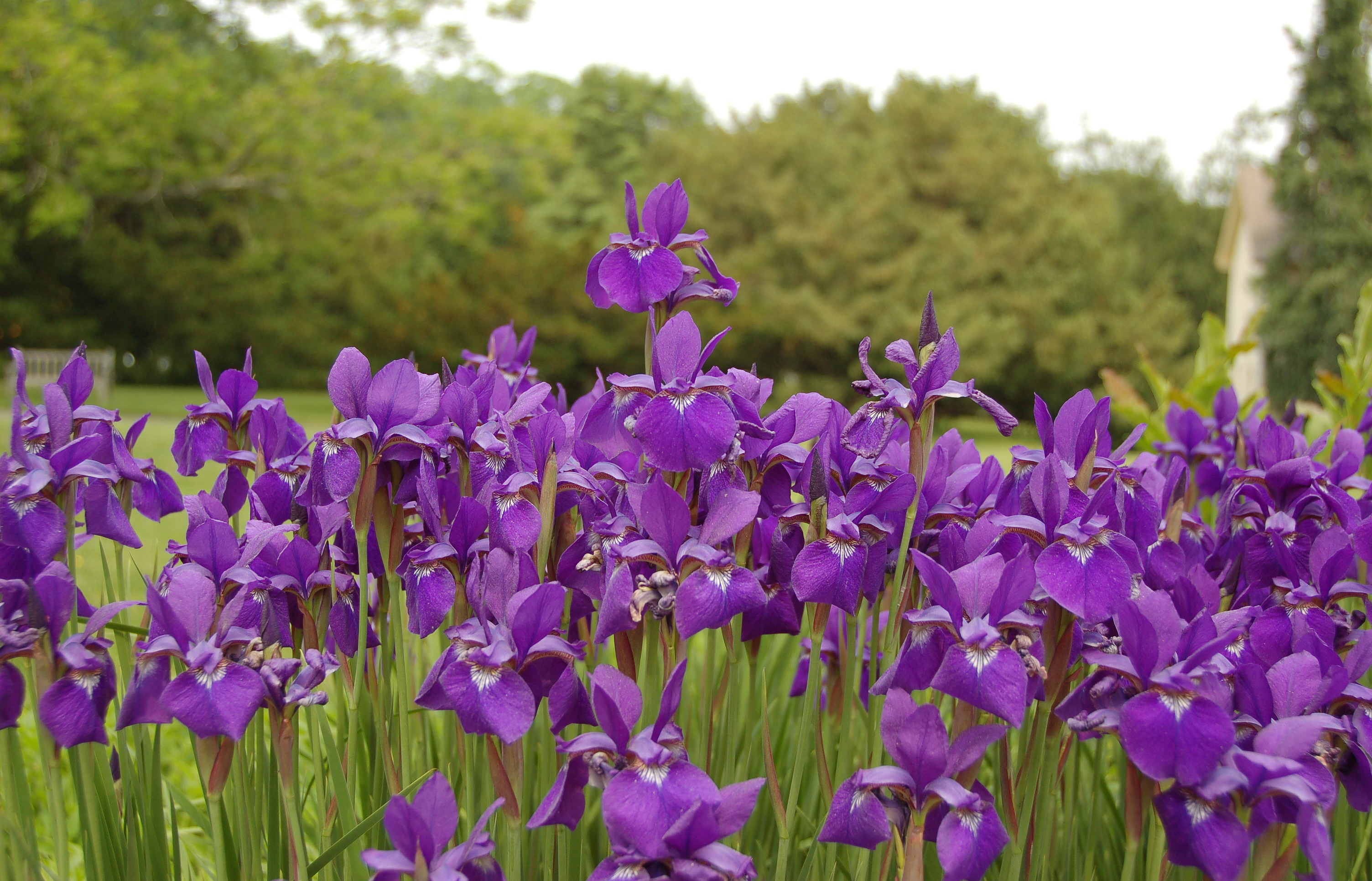
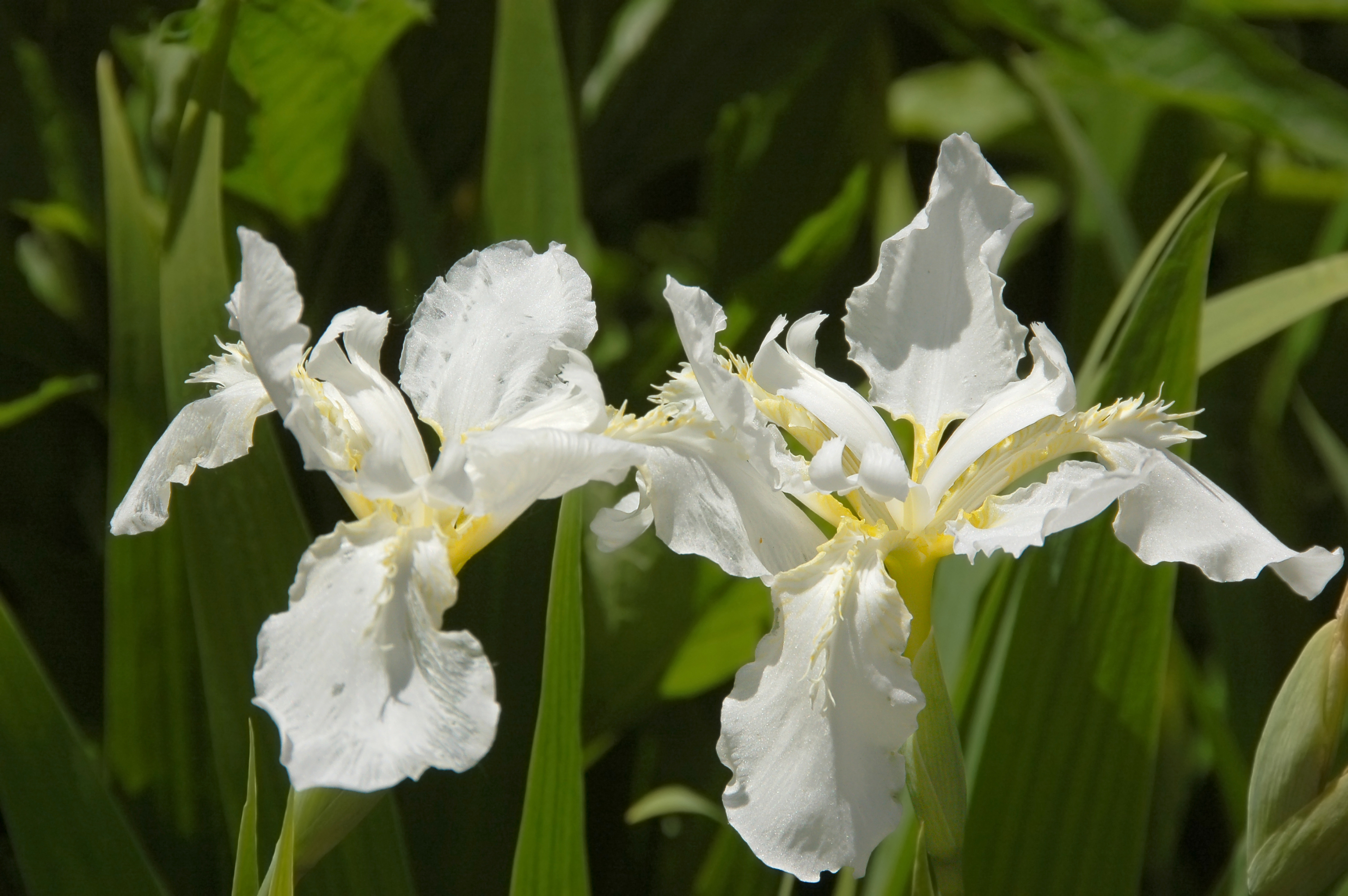
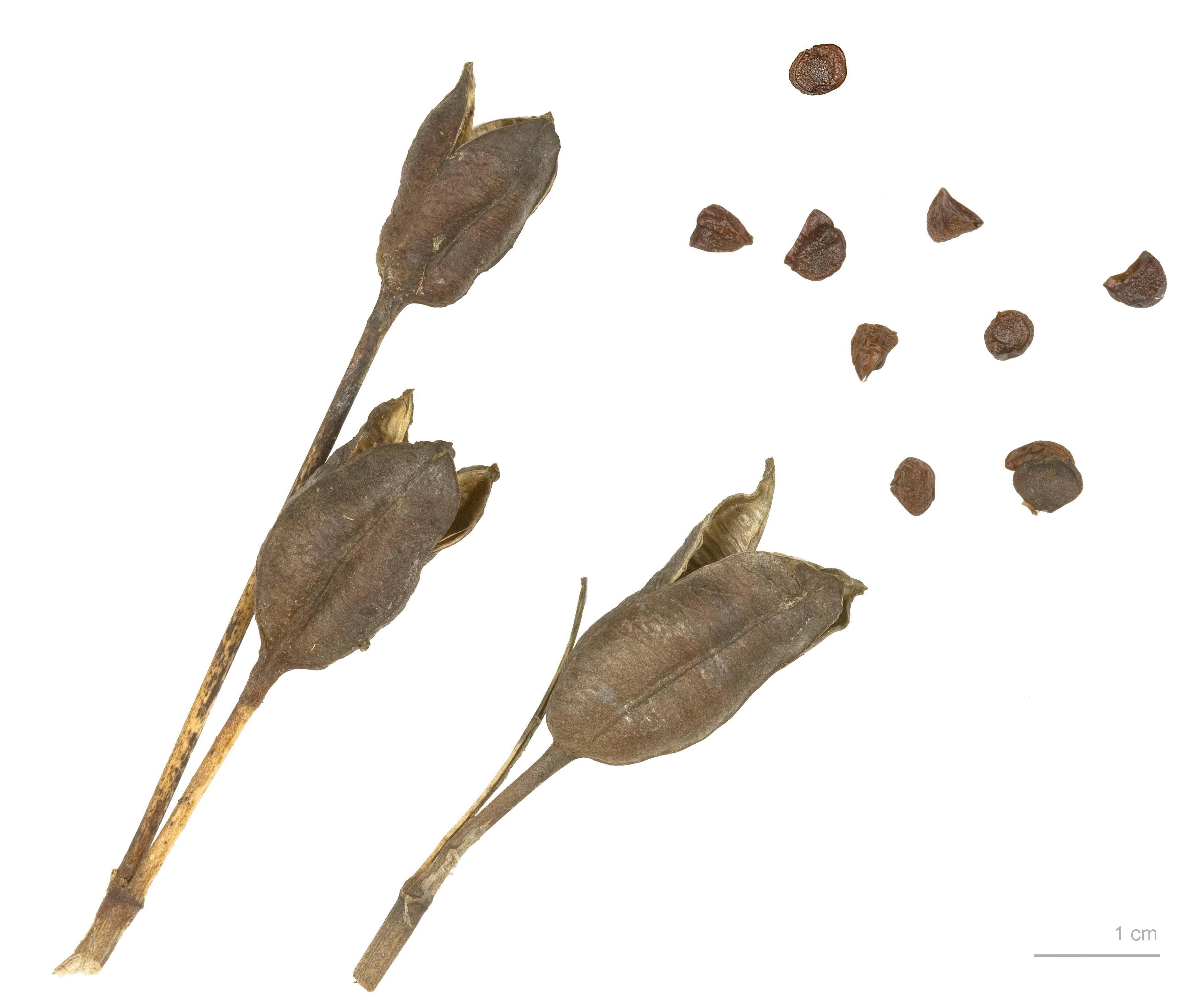
I semi
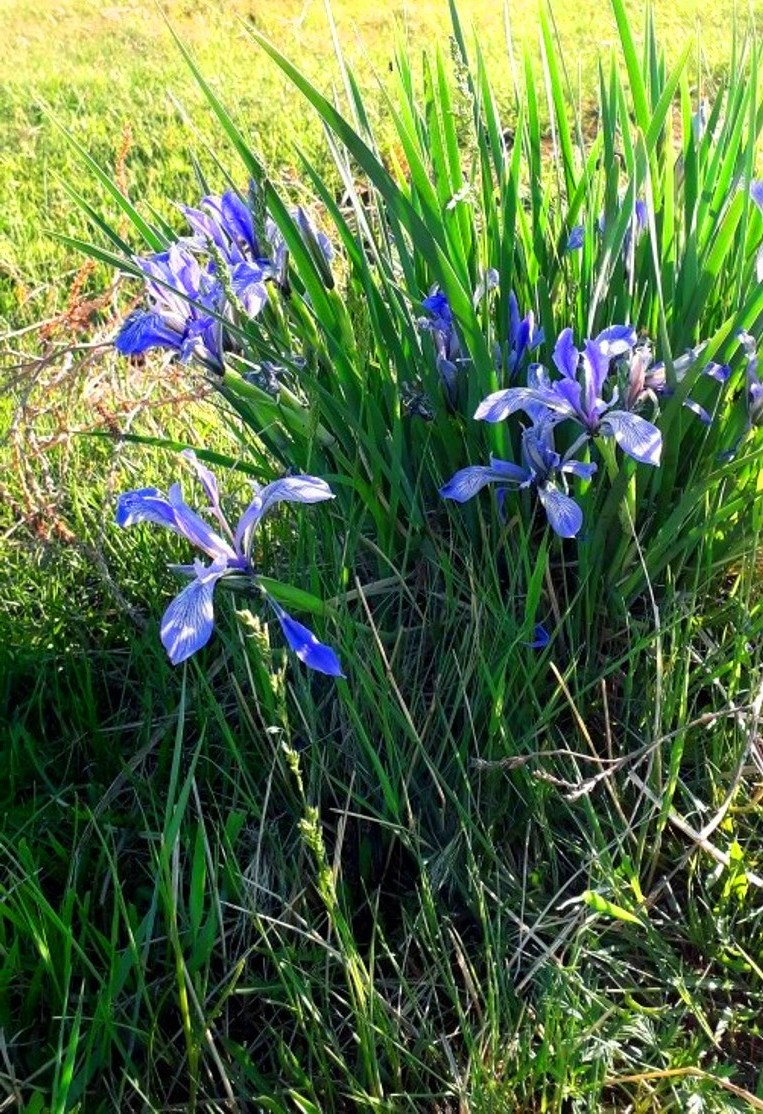
Iris siberiana. Siberia orientale